# Nguyễn Mạnh Dũng (cầu thủ bóng đá, sinh 1981)
Nguyễn Mạnh Dũng (sinh ngày 29 tháng 4 năm 1981) là một cầu thủ bóng đá người Việt Nam, từng là thủ môn của Câu lạc bộ bóng đá Ninh Bình và từng khoác áo đội tuyển Việt Nam.

## Sự nghiệp
Mạnh Dũng là cầu thủ quê gốc ở Hải Phòng. Sự nghiệp đá bóng của Dũng khá lận đận. Anh thường chỉ thi đấu cho những đội bóng có nguy cơ xuống hạng. Năm 2004, anh được Thể Công mua về từ Câu lạc bộ bóng đá Hải Phòng. Vậy nhưng, ngay trong mùa giải năm đó, Thể Công xuống hạng, mà nguyên nhân chủ yêu được cho là do vị trí thủ môn không ổn định. Rời Thể Công, anh chuyển về câu lạc bộ bóng đá Hoà Phát Hà Nội. Vậy nhưng, ở đây anh chỉ bắt dự bị cho Esele. Phải sau 2 mùa giải, Dũng mới có được suất bắt chính, tuy nhiên, trong mùa giải đó, Hoà Phát lại xuống hạng.

## Nghi án bán độ
Vào tháng 3 năm 2014, Mạnh Dũng cùng đồng đội tại CLB The Vissai Ninh Bình bị nghi ngờ tham gia đường dây cá độ 800 triệu đồng.